# Steffen Dittes

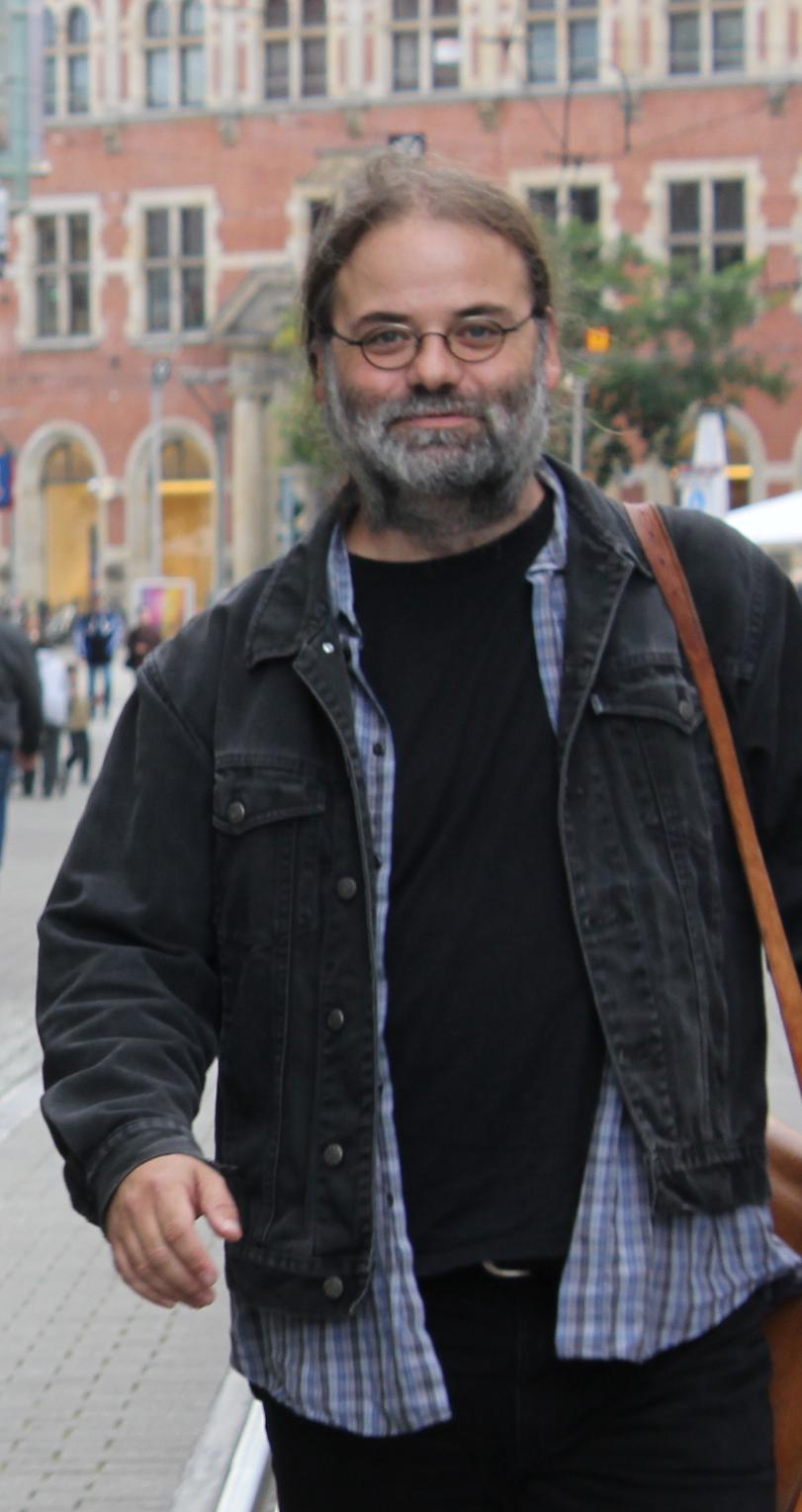
Steffen Dittes im September 2014

Steffen Dittes (* 23. Juni 1973 in Weimar) ist ein deutscher Politiker (Die Linke, PDS). Von 1994 bis 2004 und von 2014 bis 2024 war er Landtagsabgeordneter in Thüringen. Von März 2021 bis September 2024 war er Vorsitzender seiner Fraktion im Thüringer Landtag.

## Leben
Steffen Dittes absolvierte nach dem Schulbesuch eine Berufsausbildung mit Abitur zum Elektronikfacharbeiter von 1990 bis 1993. Berufsbegleitend studierte er von 2001 bis 2004 an der Thüringischen Verwaltungs- und Wirtschaftsakademie Erfurt mit Abschluss als Verwaltungsbetriebswirt (VWA). Von 2005 bis 2008 schloss sich ein Studium der Staatswissenschaften (BA-Staatswissenschaften) an der Universität Erfurt an.

## Politik
Dittes gehörte zunächst der PDS an und wurde 1994 in den Thüringer Landtag gewählt, dem er bis 2004 angehörte. Von 1999 bis 2011 war er Mitglied im Stadtrat von Arnstadt, ab 2004 als Fraktionsvorsitzender. Bei der Landtagswahl in Thüringen 2014 erhielt er über die Landesliste erneut ein Mandat. Im Landtag ist er der innenpolitische Sprecher der Fraktion Die Linke. Sein Wahlkreisbüro unterhielt er in Weimar. In der 6. und 7. Wahlperiode des Thüringer Landtags (2014–2019 bzw. ab 2019) wurde er zum Vorsitzenden des Innen- und Kommunalausschusses gewählt.
Ab November 2013 war Dittes stellvertretender Landesvorsitzender des Thüringer Landesverbandes der Linken. Bei der Landtagswahl 2019 erhielt er das Direktmandat im Wahlkreis  Weimar II. Nach der Wahl der bisherigen Landesparteivorsitzenden Susanne Hennig-Wellsow zur Bundesparteivorsitzenden übernahm er Anfang März 2021 gemeinsam mit Heike Werner kommissarisch den Landesparteivorsitz. Am 6. März 2021 wurde er zum Vorsitzenden der Thüringer Landtagsfraktion der Linken, hier ebenfalls als Nachfolger Hennig-Wellsows. Nach seiner Wahl zum Fraktionsvorsitzenden folgte Sascha Bilay ihm als Vorsitzender des Innenausschusses nach. Bei der Landtagswahl 2024 trat Dittes nicht erneut an und schied somit aus dem Landtag aus.
Wegen der Verweigerung von Wehr- und Zivildienst wurde Dittes 1996 zu einer Strafe von acht Monaten auf Bewährung sowie der Zahlung von 20.000 Mark an Jugendeinrichtungen verurteilt.

## Mitgliedschaften
Neben seiner parlamentarischen Arbeit ist Steffen Dittes Mitglied bei ver.di, der Alternative 54 e. V. und dem Flüchtlingsrat Thüringen e. V. Aufgrund seiner Nähe zur Kommunistischen Plattform wurde er vom Verfassungsschutz untersucht. Nach seiner Wahl zum Mitglied der Parlamentarischen Kontrollkommission (PKK) im Landtag verweigerte er sich einer Überprüfung durch die Sicherheitsbehörde unter Verweis auf die Gesetzeslage.